# 와콤
주식회사 와콤(일본어: 株式会社ワコム, 영어: Wacom Co., Ltd.)은 일본 굴지의 컴퓨터 입력 장치 및 소프트웨어 관련 회사이다. 주로 그래픽 태블릿 장치를 주로 만들기로 유명하다. 일본어로 뜻을 풀이하면 와는 어울림이나 동그라미를, 콤은 컴퓨터를 의미한다. 가장 큰 도형 입력판 생산 회사 가운데 하나이며, 예술가와 그래픽 설계자, 건축가, 만화가에게 인기가 있다. 와콤의 도형 입력판은 특허받은 무선, 배터리의 제한이 없는, 압력을 감지하는 스타일러스나 디지털 펜의 사용이 눈에 띈다. 가로 세로축을 표본화하는 것이 이용자가 사용하는 동시에 일어나고, 매우 높은 예측할만한 주파수로 나타나므로 와콤의 입력판은 필기 이동 분석 면에서 펜을 기록하는 데에 성공적으로 쓰이고 있다. 와콤은 도형 입력판을 개별 제품으로 제조하여 판매할뿐 아니라 대부분의 태블릿 PC에 쓰이는 도형 입력 기술을 제공하기도 하는데, 이를 Penabled Technology(펜을 쓸 수 있는 기술)이라고 부른다.

## 시장 점유율
| 년도   | 일본  | 전 세계 (일본 제외) |
| ------ | ----- | ------------------- |
| 2005년 | 95.5% | 70%                 |
| 2008년 | 95.4% | 86%                 |
| 2009년 | 93.8% | 85%                 |
| 2010년 | 85.7% | 85%                 |
| 2013년 | 92.3% | 80%                 |

## 제품군

### 뱀부
뱀부(Bamboo)는 가정 사용자들을 위해 고안되었다.
- CTH-670 (16:10)
- CTH-470 (16:10)
- CTL-471 (16:10)
- CTL-470 (16:10)
- MTE-450 (16:10)
- CTF-430 (4:3)

### 인튜어스

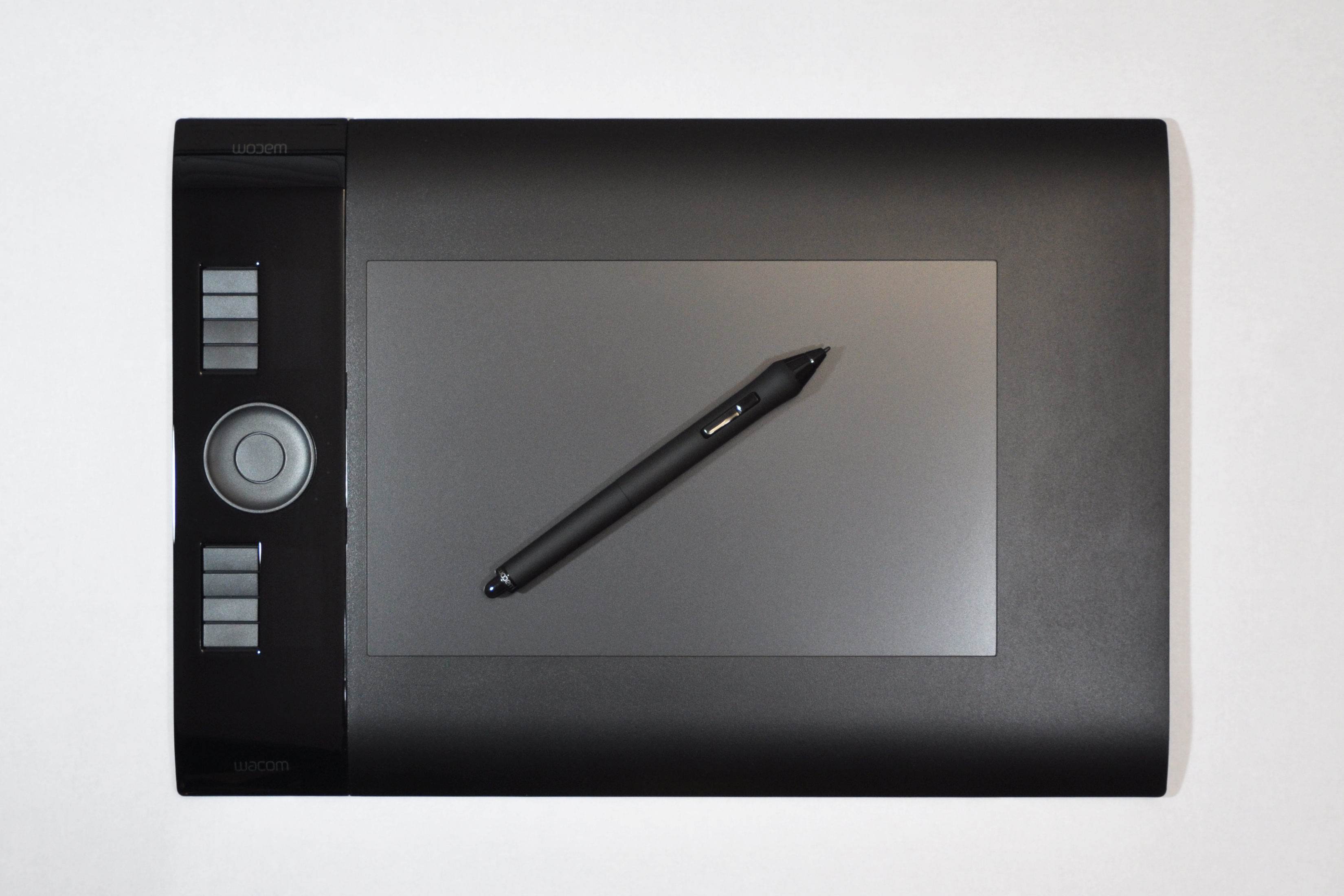
와콤 인튜어스4 펜 태블릿

인튜어스(Intuos)는 전문 그래픽 아티스트들을 위해 고안되었다.
- 소형: 157.5 mm × 98.4 mm; 6.2 in × 3.9 in
- 중형: 223.5 mm × 139.7 mm; 8.8 in × 5.5 in
- 대형: 325.1 mm × 203.2 mm; 12.8 in × 8.0 in

### 신티크
신티크(Cintiq)는 태블릿/스크린 하이브리드로서, 태블릿과 LCD의 통합 형태이다.
- 12WX
- 20WSX
- 21UX
- 24HD (DTK-2400)
- 27QHD

### 잉크링
잉크링(Inkling)은 2011년 8월 30일에 발표된 기기로서, 아티스트들이 종이에 스케치하면 이를 디지털 영상으로 변환할 수 있게 한다.

### 단종
와콤의 과거 제품으로는 ArtZ, ArtZ II, ArtPad, ArtPad II, Digitizer, Digitizer II, Favo, UltraPad, Graphire에서부터 Graphire4, Intuos, 또 Intuos3, 15-, 17~18인치 Cintiqs, Volito, PenPartner에 이르기까지 다양하다. 초기 모델은 RS-232 및 애플의 직렬 포트 단자를 사용했으며 나중 모델에서는 USB로의 변환을 포함했다.

## 드라이버
와콤은 마이크로소프트 윈도우와 맥 OS 버전의 드라이버를 함께 제공한다. 이 드라이버 패키지는 도형 입력판과 펜이 호스트 운영 체제와 사용자가 원하는 설정에 맞게 동작할 수 있도록 한다.
리눅스 와콤 프로젝트는 리눅스/X11용 드라이버를 만들고 있으며, 이 프로젝트는 와콤의 직원이 관리하고 있다.

## 사진

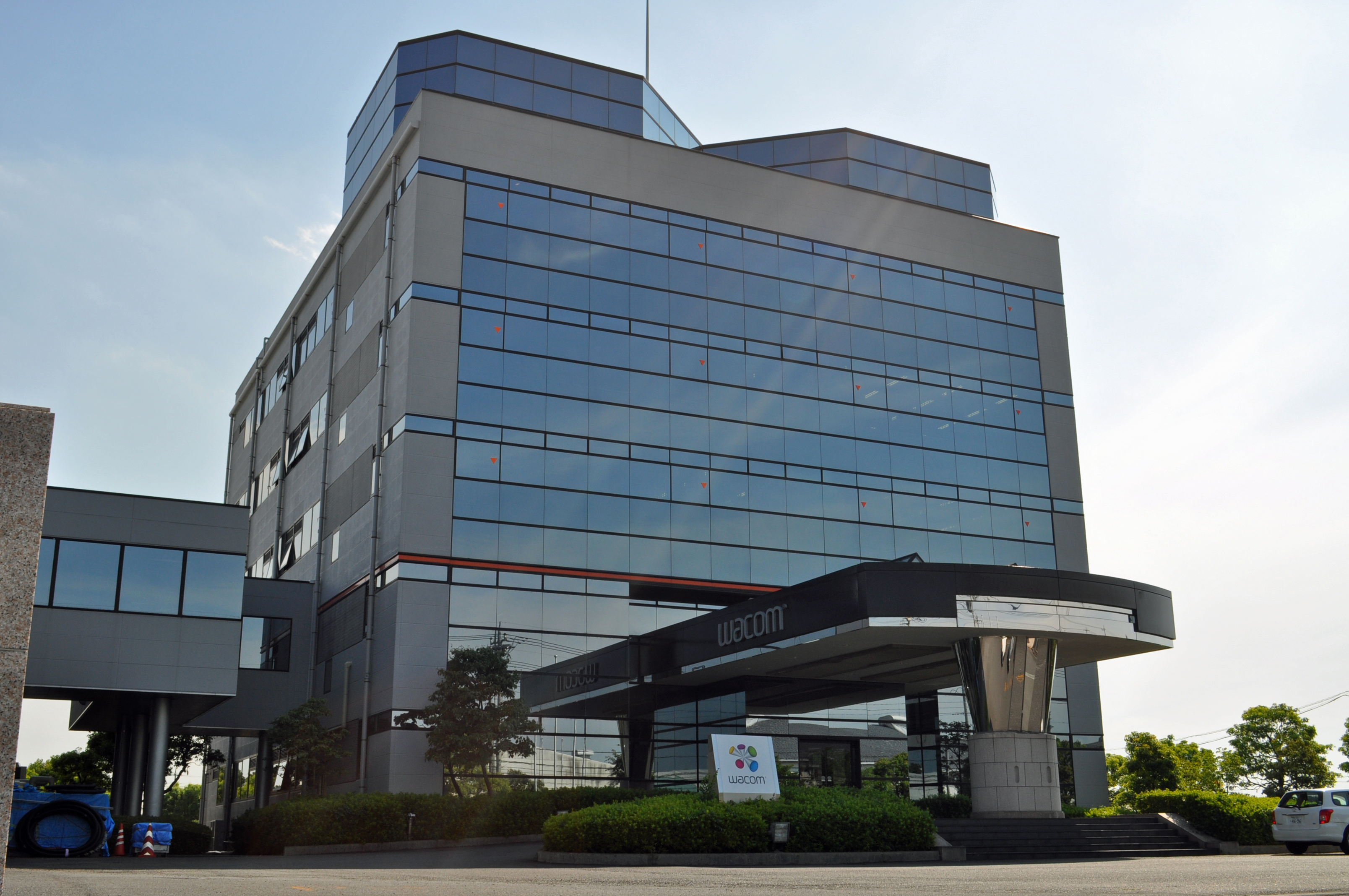
와콤 본사
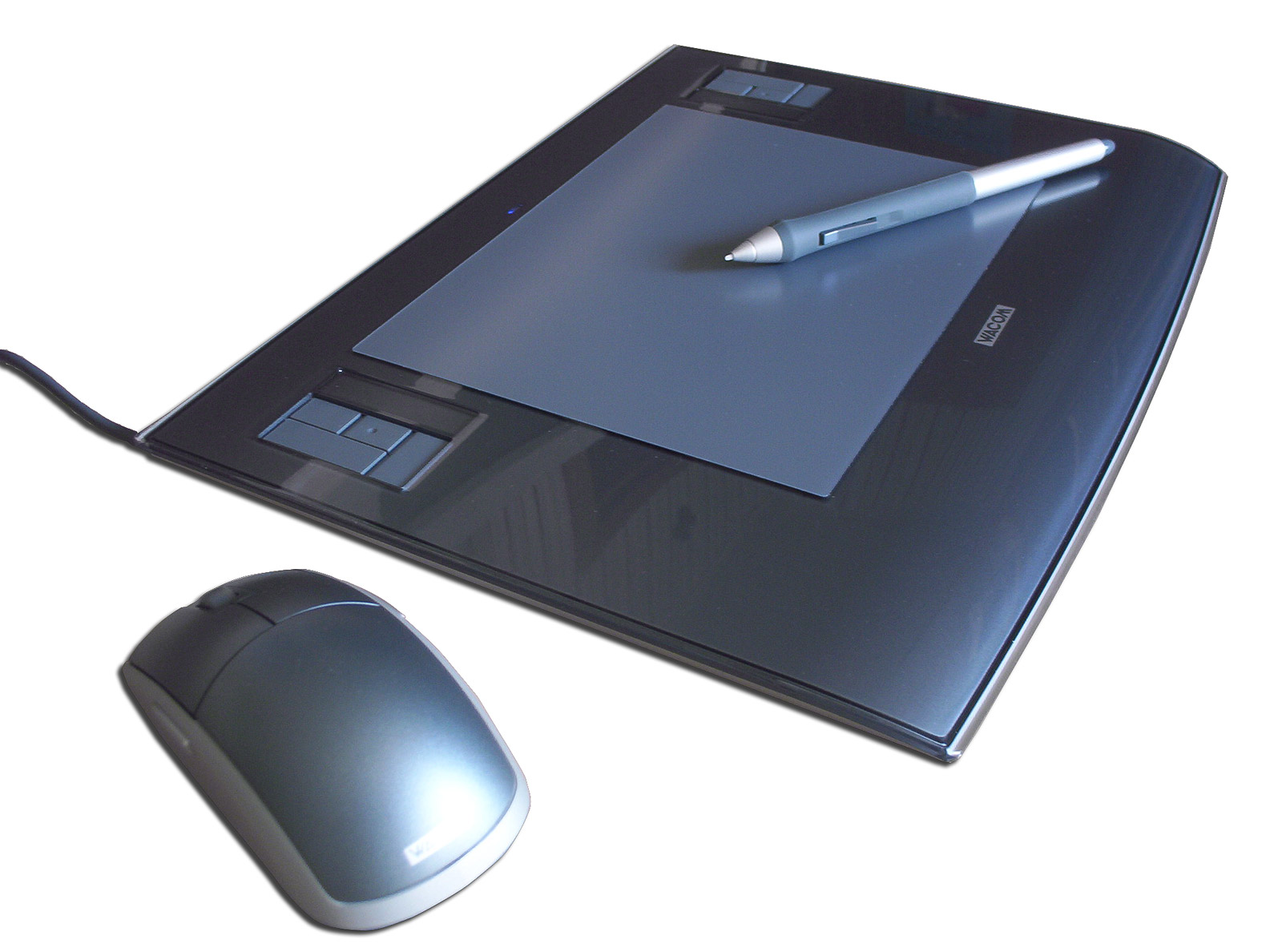
와콤 인튜어스 3 (A5)
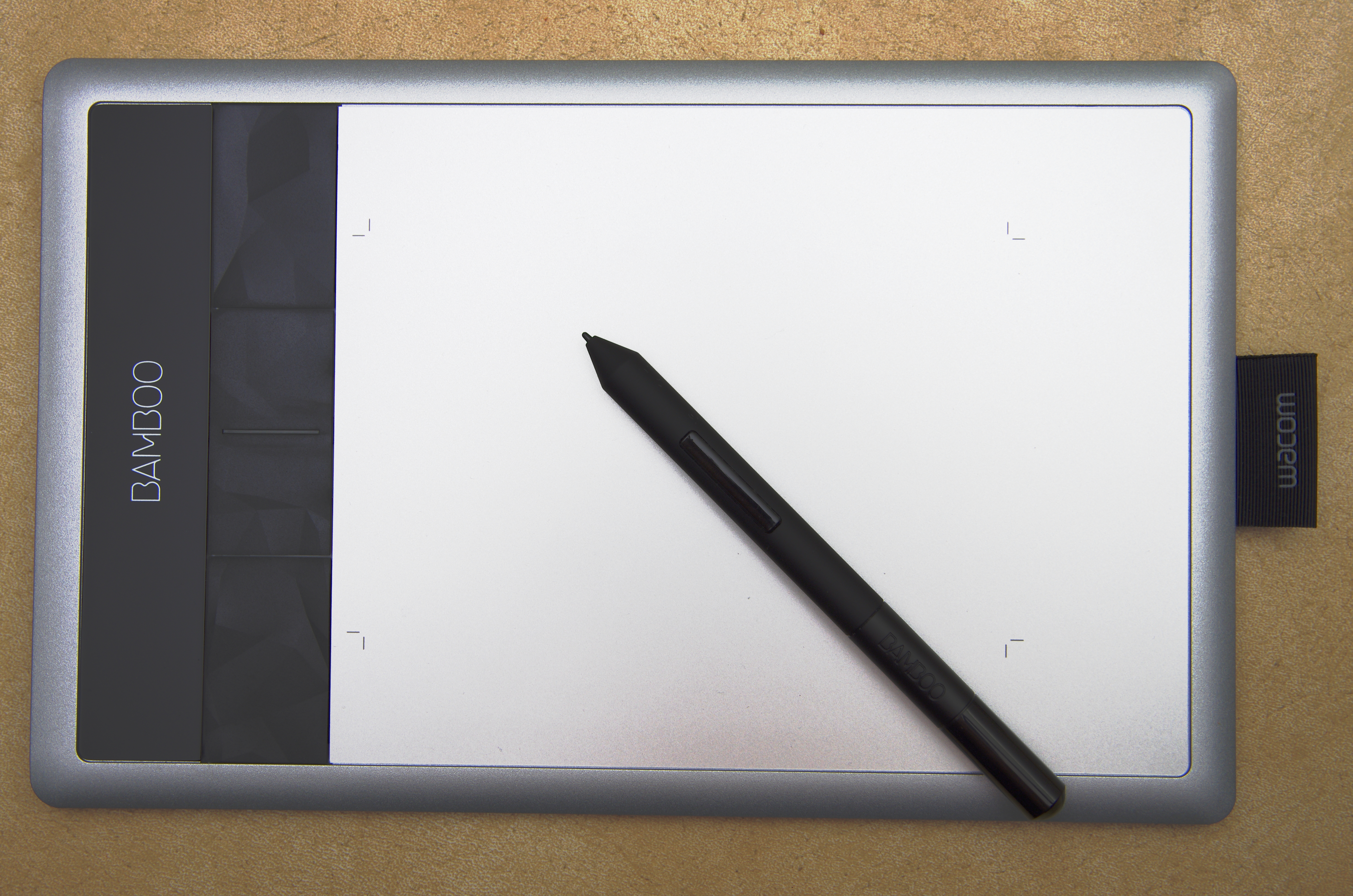
와콤 뱀부 태블릿
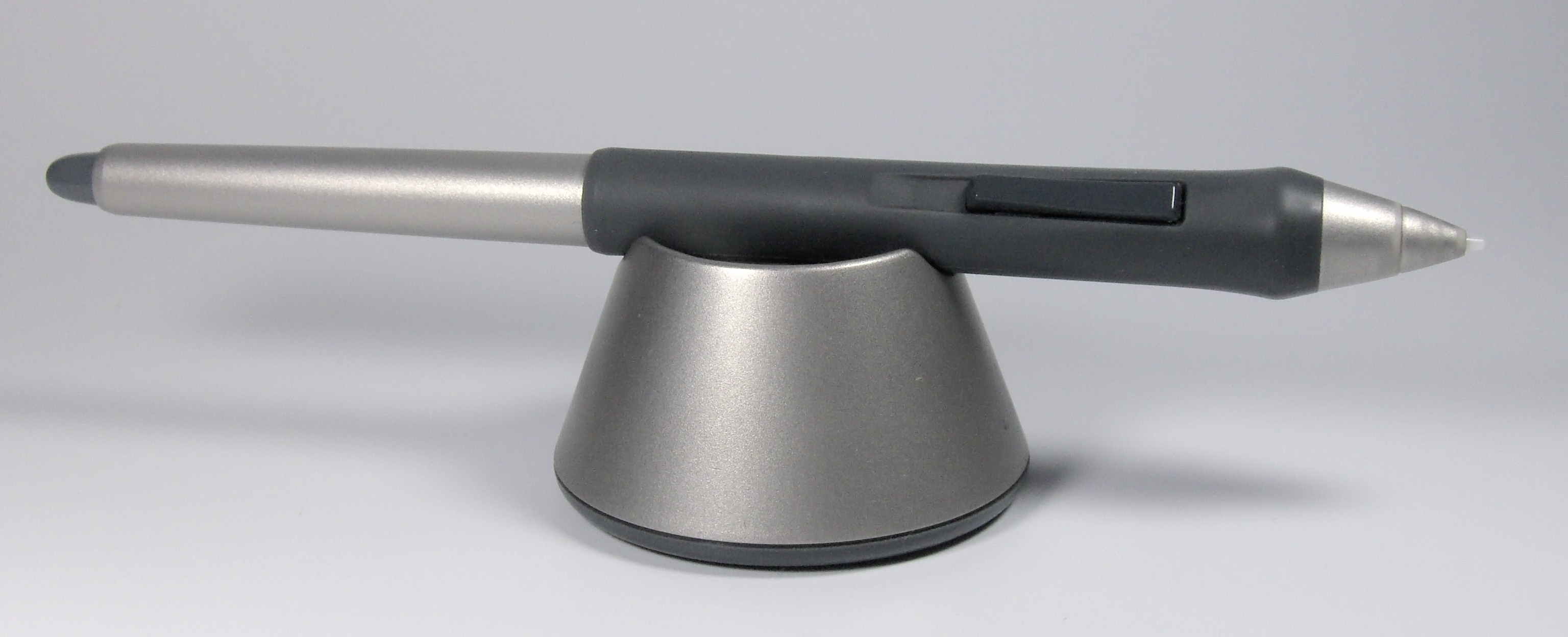
와콤 펜